# Phaenocarpa nigrata
Phaenocarpa nigrata är en stekelart som beskrevs av Fischer 1975. Phaenocarpa nigrata ingår i släktet Phaenocarpa och familjen bracksteklar. Inga underarter finns listade i Catalogue of Life.